# Montesano, Washington
Montesano är administrativ huvudort i Grays Harbor County i delstaten Washington. Vid 2010 års folkräkning hade Montesano 3 976 invånare.